# 柯比 (密蘇里州)
柯比（英語：Kirby）是位於美國密蘇里州謝爾比縣的非建制地區。

## 歷史
柯比的郵局於1882年設立，其後於1906年停運。

## 地理
柯比所處的海拔為高於海平面235米（即771英呎），而該地所採用的時區為UTC-6，即北美中部時區（CST）。同時該地設有夏令時間，為UTC-6調快一小時，即UTC-5（CDT）。